# Сілвано Вос
Сілвано Кліфф Роббі Вос (нід. Silvano Cliff Robbie Vos, нар. 16 березня 2005, Амстердам, Нідерланди) — нідерландський футболіст, опорний півзахисник клубу «Аякс».

## Ігрова кар'єра

### Клубна
Сілвано Вос є вихованцем академії столичного клубу «Аякс». З 2021 року футболіст почав свої виступи за дублюючий склад «Йонг Аякс» у Еерстедивізі. 9 квітня 2023 року Вос дебютував на професійному рівні, коли вийшов на заміну в першій команді «Аякса» у матчі чемпіонату Нідерландів. А в  липні 2023 року Вос підписав з клубом професійний контракт до 2028 року.
Також у сезоні 2023/24 футболіст брав участь у матчах групового раунду Ліги Європи.

### Збірна
З 2021 року Сілвано Вос виступав за юнацькі збірні Нідерландів.

## Титули
Нідерланди (U-17)
 Срібний призер юнацького чемпіонату Європи: 2022